# NGC 7318
NGC 7318 es un grupo de dos galaxias en colisión (NGC 7318a y NGC 7318b) pertenecientes al Quinteto de Stephan, en la constelación de Pegaso. Esas galaxias están a una distancia de 286 y 246 millones de años luz de la Tierra.

## Galería de imágenes

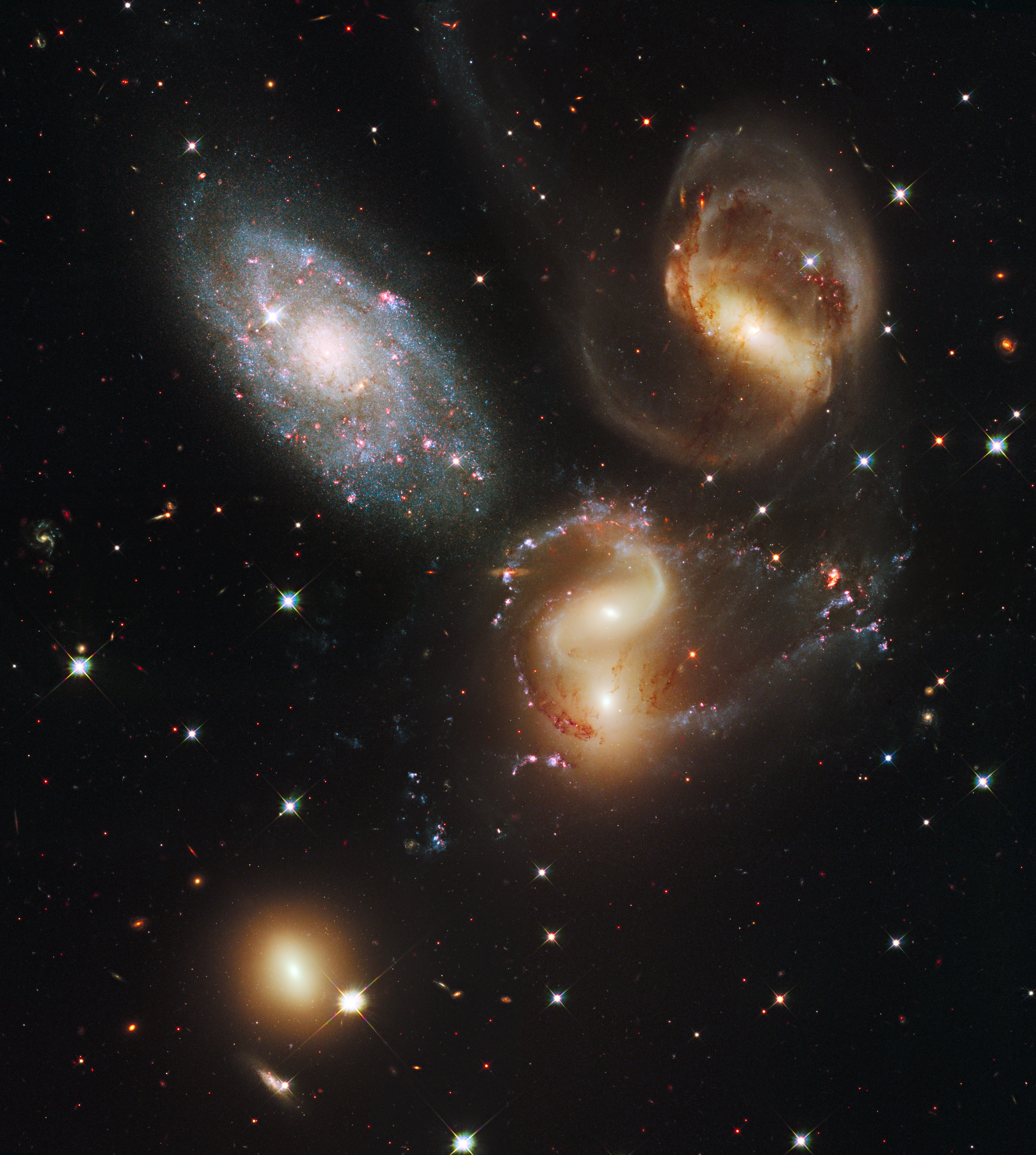
Imagen del Telescopio Espacial Hubble NGC 7318A interactuando con NGC 7318B.
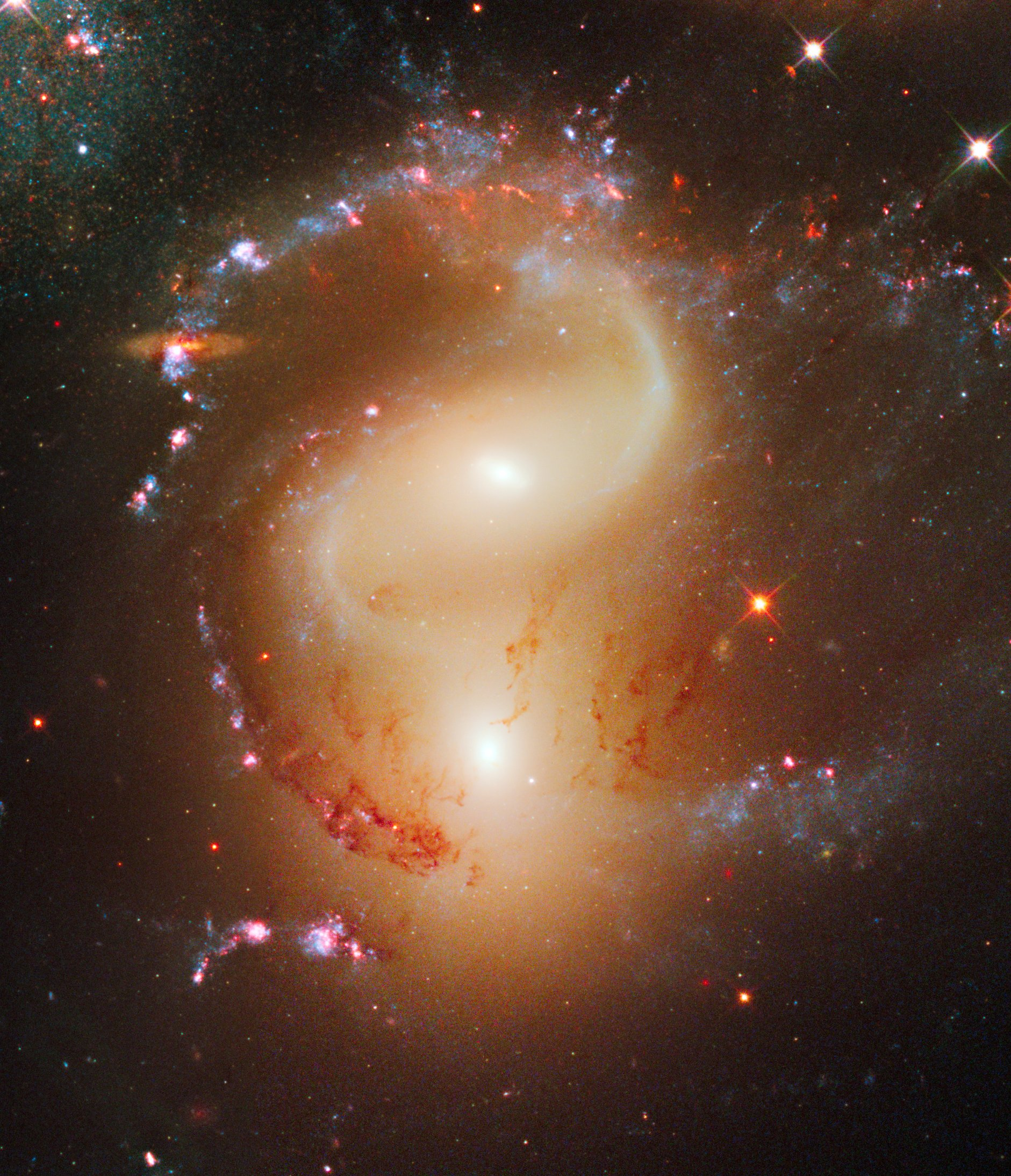
Ampliación de NGC 7318 donde se distinguen los centros de NGC 7318A y NGC 7318B.
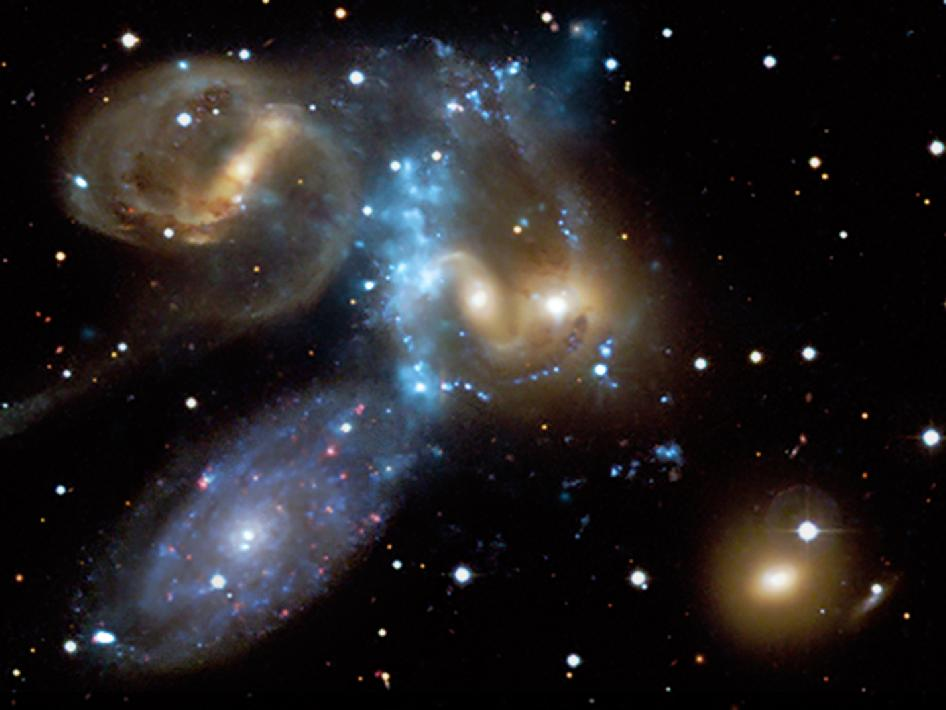
Imagen de Rayos X NGC 7318A interactuando con NGC 7318B.